# Hypaeus estebanensis
Hypaeus estebanensis är en spindelart som beskrevs av Simon 1900. Hypaeus estebanensis ingår i släktet Hypaeus och familjen hoppspindlar. Inga underarter finns listade i Catalogue of Life.